# جويل سيلفا (لاعب كرة طائرة)
جويل سيلفا (بالإسبانية: Joel Silva)‏ (14 سبتمبر 1985 - ) هو لاعب كرة طائرة فنزويلا. شارك في الألعاب الأولمبية الصيفية 2008.

## وصلات خارجية
- جويل سيلفا على موقع أوليمبيديا (الإنجليزية)